# 2006年美國國家棒球名人堂票選
2006年美國國家棒球名人堂票選遵循2001年的票選規則。全美棒球記者協會進行年度票選，最後選出布魯斯·蘇特。非裔美國棒球委員會在黑人聯盟的相關人員中進行評選，最後選出多達17名人員入選。大聯盟在2006年7月30日舉辦入選典禮。
艾法·嫚莉成為史上第一位入選名人堂的女性。這年一共有18名新的名人堂入選者，也是史上最多。

## 全美棒球記者協會票選結果
全美棒球記者協會只從1986年以後效力於大聯盟的選手中進行評選，但效力年限只到2000年為止。
每個球員需要獲得至少75%的選票方能入選。本屆票選包含29名球員；總共有520張選票，最終總計投出2933人次，入選名人堂門檻為390票，平均每張選票圈選了5.64人。未達5%得票率的候選人，將被剔除名人堂票選資格。
首次進行票選的球員將以劍標（†）顯示。獲得至少75%以上同意票的入選人以粗體字表示；在未來票選中才入選的候選人以斜體字表示。
| 球員姓名         | 同意票數 | 得票率(%) | 與前一年差距 | 年度   |
| ---------------- | -------- | --------- | ------------ | ------ |
| 布魯斯·蘇特      | 400      | 76.9      | ▲0 10.3%     | 第13年 |
| 吉姆·賴斯        | 337      | 64.8      | ▲0 5.4%      | 第12年 |
| 古斯·高薩吉      | 336      | 64.6      | ▲0 9.4%      | 第7年  |
| 安德烈·道森      | 317      | 61.0      | ▲0 8.7%      | 第5年  |
| 伯特·布萊勒文    | 277      | 53.3      | ▲0 12.5%     | 第9年  |
| 李·史密斯        | 234      | 45.0      | ▲0 6.8%      | 第4年  |
| 傑克·莫里斯      | 214      | 41.2      | ▲0 7.9%      | 第7年  |
| 湯米·約翰        | 154      | 29.6      | ▲0 5.8%      | 第12年 |
| 史蒂夫·賈維      | 135      | 26.0      | ▲0 5.5%      | 第14年 |
| 艾蘭·川默        | 92       | 17.7      | ▲0 0.8%      | 第5年  |
| 戴夫·帕克        | 76       | 14.6      | ▲0 2.1%      | 第10年 |
| 戴夫·康塞普西翁  | 65       | 12.5      | ▲0 1.9%      | 第13年 |
| 丹·馬丁利        | 64       | 12.3      | ▲0 0.9%      | 第6年  |
| †奧勒爾·赫西瑟   | 58       | 11.2      | -            | 第1年  |
| 戴爾·墨菲        | 56       | 10.8      | ▲0 0.4%      | 第8年  |
| †亞伯特·貝爾     | 40       | 7.7       | -            | 第1年  |
| †威爾·克拉克     | 23       | 4.4       | -            | 第1年  |
| †德懷特·古登     | 17       | 3.3       | -            | 第1年  |
| 威利·麥基        | 12       | 2.3       | ▼0 2.7%      | 第2年  |
| †奧齊·吉倫       | 5        | 1.0       | -            | 第1年  |
| †哈爾·莫里斯     | 5        | 1.0       | -            | 第1年  |
| †蓋瑞·蓋耶提     | 4        | 0.8       | -            | 第1年  |
| †約翰·威特蘭     | 4        | 0.8       | -            | 第1年  |
| †瑞克·艾古列拉   | 3        | 0.6       | -            | 第1年  |
| †葛瑞格·傑佛瑞斯 | 2        | 0.4       | -            | 第1年  |
| †道格·瓊斯       | 2        | 0.4       | -            | 第1年  |
| †華特·韋斯       | 1        | 0.2       | -            | 第1年  |
| †蓋瑞·迪薩辛納   | 0        | 0.0       | -            | 第1年  |
| †艾力士·費南德茲 | 0        | 0.0       | -            | 第1年  |

|  | 本屆被選入名人堂，人名以粗體表示。                          |
|  | 本屆未入選但在未來票選中被選入名人堂，人名以斜體表示。      |
|  | 在2007年投票中繼續票選但仍未被選入者。                      |
|  | 在未來BBWAA票選中被剔除，但仍保有未來資深委員會審核的資格。 |

新入選的球員包含18名全明星球員，這18人合計共入選46次明星賽。不過有其中6人沒有在名單上。
以下球員首次具有票選資格，但並未在名單上：瑞奇·阿瑪洛、提姆·貝爾契爾、史丹·貝林達、傑隆尼默·貝洛亞、尚恩·貝瑞、馬克·克拉克、戴夫·艾蘭德、凱文·艾爾斯特、艾瑞克·古恩德森、胡安·古茲曼、卡洛斯·赫南德茲、湯瑪斯·霍華德、傑夫·胡森、蘭斯·強森、史考特·卡米恩尼耶奇、羅伯托·凱利、吉姆·雷里茲、麥克·麥達克斯、米奇·莫蘭汀尼、麥克·穆諾茲、賈默·納瓦洛、查理·歐布萊恩、史蒂夫·昂提維洛斯、路易斯·波隆尼亞、吉姆·普爾、傑夫·里德、希斯克里夫·史洛康姆、麥克·史丹利、藍尼·韋伯斯特和馬克·惠頓。

## 非裔美國棒球委員會
2000年7月，名人堂從大聯盟方收到25萬美元的資助，開始對1860年至1960年間的非裔美國棒球人士進行研究。2001年2月，三位棒球歷史學者賴瑞·霍根、迪克·克拉克與賴瑞·萊斯特著手進行研究。他們在第一階段收到許多提名名單，並在第二階段選出其中對棒球最有貢獻的94位人士。
到了第三階段，他們將名單分成兩部分：第一部分是黑人聯盟的相關人物，第二部分是在黑人聯盟出現以前的非裔美國棒球選手。兩部分名單如下：

#### 黑人聯盟
紐特·艾倫、約翰·貝克威斯、威廉·貝爾、切特·布魯爾、雷·布朗、威拉德·布朗、比爾·柏德、安迪·庫珀、拉普·迪克松、約翰·唐納森、山米·休斯、法茲·簡金斯、迪克·倫迪、比茲·馬基、艾法·嫚莉、奧利佛·馬歇爾、米尼·米紐索、多比·摩爾、亞歷杭卓·歐姆斯、巴克·歐尼爾、瑞德·帕奈爾、艾力士·龐培茲、康柏蘭·波西、喬治·史凱爾斯、穆爾·蘇托斯、吉姆·泰洛、C·I·泰勒、克里斯托博·托里恩泰、J·L·威爾金森和賈德·威爾森。

#### 黑人聯盟以前
法蘭克·葛蘭特、皮特·希爾、葛蘭特·強森、荷西·曼德茲、史波特·波爾斯、迪克·雷汀、路易斯·桑托普、班·泰洛和索爾·懷特。

### 最終結果
最後這39位人士進行最終票選，每位候選人必須要獲得75%的同意票才能入選。該委員會推出7人進行票選，並選出17位入選者。名單如下：
- 雷·布朗（英语：Ray Brown (Negro leagues pitcher)）—黑人聯盟農莊灰人隊的投手
- 威拉德·布朗（英语：Willard Brown）—黑人聯盟堪薩斯市君王隊的右外野手
- 安迪·庫珀（英语：Andy Cooper）—黑人聯盟底特律星辰隊的投手
- 法蘭克·葛蘭特（英语：Frank Grant (baseball)）—19世紀末國際聯盟的二壘手
- 皮特·希爾（英语：Pete Hill）—黑人聯盟中外野手，10次單季打擊率突破3成
- 比茲·馬基（英语：Biz Mackey）—1920年到1947年的黑人聯盟捕手，生涯打擊率3成22
- 艾法·嫚莉（英语：Effa Manley）—紐華克老鷹隊的女老闆
- 荷西·曼德茲（英语：José Méndez）—黑人聯盟的投手，在君王隊執教7年拿下3座冠軍
- 艾力士·龐培茲（英语：Alex Pompez）—古巴星辰隊和紐約古巴人隊的老闆
- 康柏蘭·波西（英语：Cumberland Posey）—農莊灰人隊的老闆
- 路易斯·桑托普（英语：Louis Santop）—美國棒球早期的強打者
- 穆爾·蘇托斯（英语：Mule Suttles）—黑人聯盟一壘手，生涯13度單季打擊率突破3成
- 班·泰洛（英语：Ben Taylor (first baseman, born 1888)）—黑人聯盟一壘手，生涯10度單季打擊率突破3成，後期轉任總教練
- 克里斯托博·托里恩泰（英语：Cristóbal Torriente）—黑人聯盟中外野手，生涯打擊率3成39
- 索爾·懷特（英语：Sol White）—棒球開拓者之一，第一位將黑人棒球歷史寫成書的人，並參與創辦國家聯盟
- J·L·威爾金森（英语：J. L. Wilkinson）—堪薩斯市君王隊的老闆
- 賈德·威爾森（英语：Jud Wilson）—巴爾的摩黑襪隊、農莊灰人隊和費城星辰隊的三壘手，生涯打擊率3成51

## J·G·泰勒·史賓克獎
棒球記者崔西·林高斯比（1951年–）獲選該屆的J·G·泰勒·史賓克獎。

## 福特·C·弗里克獎
太空人隊播報員基恩·艾爾史東（1922年–2015年）獲選該屆的福特·C·弗里克獎。

## 外部連結
- 美國國家棒球名人堂官網 （页面存档备份，存于）
- 棒球名人堂BBWAA票選規則 （页面存档备份，存于）
- 2006年名人堂票選 at www.baseballhalloffame.org